# Rodewisch
Rodewisch är en stad i Vogtlandkreis i förbundslandet Sachsen i Tyskland. Staden har cirka 6 400 invånare.